# Pietro Caucchioli
Pietro Caucchioli (Bovolone, 22 d'agost del 1975) va ser un ciclista professional italià que fou professional del 1999 al 2009. En el seu palmarès destaca les dues etapes al Giro d'Itàlia de 2001 i el tercer lloc de la general a l'edició del 2002.
L'any 2009 l'UCI va anunciar que hi havia uns valors anòmals en el seu passaport biòlogic durant el trancurs de la Volta a Polònia. L'equip Lampre va suspendre provisionalment el ciclista. El 2010, el Comité Olímpic Italià (CONI), el va sancionar amb dos anys per infringir la llei antidopatge.

## Palmarès
- 1998
  - 1r al Giro del Belvedere
  - 1r al Gran Premi Santa Rita
- 2001
  - Vencedor de 2 etapes al Giro d'Itàlia
- 2002
  - Vencedor d'una etapa a la Volta a Aragó
- 2003
  - Vencedor d'una etapa al Giro de la Província de Lucca

### Resultats al Giro d'Itàlia
- 1999. 46è de la classificació general
- 2000. 85è de la classificació general
- 2001. 9è de la classificació general. Vencedor de 2 etapes
- 2002. 3r de la classificació general
- 2003. 26è de la classificació general
- 2005. 25è de la classificació general
- 2007. 8è de la classificació general

### Resultats al Tour de França
- 2003. No surt (13a etapa)
- 2004. 11è de la classificació general
- 2005. 36è de la classificació general
- 2006. 16è de la classificació general

### Resultats a la Volta a Espanya
- 2004. Abandona (12a etapa)
- 2006. 37è de la classificació general
- 2007. Abandona (14a etapa)